# Teudis cordobensis
Teudis cordobensis là một loài nhện trong họ Anyphaenidae.
Loài này thuộc chi Teudis. Teudis cordobensis được Cândido Firmino de Mello-Leitão miêu tả năm 1941.